# Spektralmethode
In der numerischen Mathematik ist die Spektralmethode ein Verfahren zur Lösung von partiellen Differentialgleichungen, wie den Navier-Stokes Gleichungen, mittels globaler Ansatzfunktionen. Ansatzfunktionen können z. B. Fourierreihen oder Tschebyscheff-Polynome sein. Im Laufe eines numerischen Lösungsverfahrens wird die physikalische Repräsentation eines Problems in den Spektralbereich transformiert. Die Unbekannten sind dann nicht mehr physikalische Größen, wie ein diskreter Geschwindigkeits- oder Temperaturverlauf, sondern die Spektralkoeffizienten der globalen Ansatzfunktion. Daher dient die Bezeichnung Spektralmethode als übergeordneter Begriff. Besonders bieten sich hier orthogonale Funktionen an, z. B. Orthogonale Polynome. Denn diese haben die Eigenschaft sich nicht gegeneinander zu beeinflussen. Dadurch ist bei jedem neuen Polynom sichergestellt, sich der Lösung besser annähern zu können, ohne das erreichte zu verschlechtern.
Als effizientes Verfahren zur Hin- und Rücktransformation bietet sich die schnelle Fouriertransformation (FFT) an. Auch Koeffizienten von Tschebyscheff-Polynomen können hiermit bestimmt werden, sofern als Stützstellen die Gauß-Lobatto-Punkte verwendet werden, da sich dann die Transformation auf die Realteile einer Fouriertransformation beschränkt.
Günstige Konvergenzeigenschaften zeigen diese Verfahren bei Aufgaben, deren Lösungen ein hohes Maß an Glattheit besitzen. Darüber hinaus sollte die Ansatzfunktion dem physikalischen Problem angepasst sein. Bei periodischen Randbedingungen bieten sich Fourierreihen an. Bei festen, nicht periodischen Werten an den Rändern des Lösungsgebietes sollten Ansatzfunktionen verwendet werden, die diese Verläufe auch natürlicherweise wiedergeben können. Wenn darüber hinaus auch eine feinere Diskretisierung an den Rändern erforderlich ist, sind hier Tschebyscheff-Polynome von Vorteil (siehe Gauß-Lobatto-Punkte). Werden jedoch stattdessen Fourierreihen eingesetzt, so ist mit gibbsschen Schwingungen zu rechnen. Außerdem wird das äquidistante Gitter einer Fourierapproximation durch eine FFT der feineren Auflösung an den Rändern nicht gerecht.
Ein typischer Fall, in der beide Approximationen Verwendung finden ist die dreidimensionale ebene Kanalströmung. Aufgrund der hohen Gradienten in Wandnähe und des eindeutig nicht-periodischen Verhaltens an der Wand, werden in Wandnormalen-Richtung Tschebyscheff-Polynome eingesetzt. In Hauptströmungs- und Spannweitenrichtung sind jedoch periodische Randbedingungen gefordert, um einen unendlich ausgedehnten ebenen Kanal numerisch zu modellieren.
Nachteilig ist, dass die Spektralmethode zu linearen Gleichungssystemen mit vollbesetzten und unsymmetrischen Matrizen führen kann. Zur Lösung sind dann iterative Verfahren erforderlich. Das Mehrgitterverfahren hat sich hier bewährt.
Es gibt jedoch Verfahren, bei denen eine geschickte Umsortierung zu einer Matrix mit Bandstruktur führt. Hier ist eine LU-Zerlegung von Vorteil.
Techniken zur Gebietszerlegung (engl. domain decomposition) sind ebenfalls von Interesse.

## Verbindung zur Spektral Elemente Methode
Die Spektralmethode weist besonders gute Konvergenzeigenschaften auf, je glatter die Lösung ist. Um dennoch gute Konvergenzen, aber auch gleichzeitig gute geometrische Abbildungen zu bekommen, wurde die Spektral Elemente Methode eingeführt. Diese nutzt die Herangehensweise der Spektralmethode für einzelne Elemente und verknüpft diese dann. Das Ergebnis ist damit mit einer Finite Elemente Methode (FEM), von sehr hoher Ordnung vergleichbar.